# 1821 w muzyce
Wydarzenia muzyczne w 1821 roku.

## Wydarzenia
- 27 stycznia – w Berlinie odbyła się premiera opery Lalla Rookh Gaspara Spontiniego[1][2]
- 1 lutego – w drezdeńskim Hoftheater miała miejsce premiera „Sagt, woher stammt Liebeslust” J.280 Carla von Webera[1][2]
- 3 lutego – w domu Mendelssohna w Berlinie odbywa się pierwsze wykonanie „Die Soldatenliebschaft” z orkiestrą[1][2]. Prapremiera w dniu 11 grudnia 1820 odbyła się z akompaniamentem fortepianu[3][4]
- 8 lutego – w Wiedniu odbyła się premiera „Sehnsucht” D 636 Franza Schuberta[1][2]
- 10 lutego – w filadelfijskim Walnut Street Theatre miała miejsce premiera opery Child of the Mountain, or The Deserted Mother Anthona Philipa Heinricha[1][2]
- 24 lutego – w rzymskim Teatro Apollo miała miejsce premiera opery Matilde di Shabran Gioacchina Rossiniego[1][2]
- 7 marca – w wiedeńskim Theater am Kärntnertor miała miejsce premiera „Das Dörfchen” D 641 oraz „Gesang der Geister über den Wassern” D 714 Franza Schuberta[1][2]
- 14 marca – w Berlinie odbyła się premiera „Preciosa” J.279 Carla von Webera[1][2]
- 22 kwietnia – w wiedeńskim Theater am Kärtnertor miała miejsce premiera „Die Nachtigall” D 724 Franza Schuberta[1][2]
- 1 maja – w paryskim Tuileries miała miejsce premiera opery Blanche de Provence, ou La cour de fées' L. Cherubiniego, F.A. Boieldieu, Rodolpha Kreutzera, Henriego Bertona i Ferdinanda Paëra[1][2]
- 2 maja – w paryskim Ratuszu miała miejsce premiera opery Les arts rivaux François-Adriena Boieldieu[1][2]
- 14 maja – w berlińskim Staatsoper Unter den Linden miała miejsce premiera drugiej wersji opery Olimpie Gaspara Spontiniego[1][2]
- 18 czerwca – podczas otwarcia w Berlinie odbudowanego Schauspielhaus miała miejsce premiera opery Wolny strzelec Carla von Webera[1][2][5]
- 25 czerwca – w Berlinie odbyła się premiera „Konzertstück in F minor” Op.79, J.282 Carla von Webera[1][2]
- 7 lipca – w paryskim Théâtre Feydeau miała miejsce premiera opery Emma, ou La promesse imprudente Daniela Aubera[1][2]
- 30 sierpnia – w wiedeńskim Gundelhof miała miejsce premiera hymnu „Der 23. Psalm” D 706 Franza Schuberta[1][2]
- 6 grudnia – w Dreźnie odbyła się premiera „Prinz Friedrich von Homburg” Op.56 Heinricha Marschnera[1][2]
- 27 grudnia – w neapolitańskim Teatro San Carlo miała miejsce premiera kantaty „La riconoscenza” Gioacchina Rossiniego[1][2]

## Urodzili się
- 13 stycznia – Józef Schürer, oboista, dyrygent i kompozytor (zm. 1888)
- 3 kwietnia – Louis Lewandowski, niemiecki kompozytor i kantor (zm. 1894)
- 12 kwietnia – Carl Bergmann, amerykański dyrygent i wiolonczelista (zm. 1876)
- 15 czerwca – Nikołaj Zaremba, rosyjski kompozytor i pedagog muzyczny (zm. 1879)
- 27 czerwca – August Conradi, niemiecki kompozytor, dyrygent, pianista i organista (zm. 1873)
- 18 lipca – Pauline Viardot, hiszpańska śpiewaczka operowa (mezzosopran), kompozytorka, autorka tekstów (zm. 1910)
- 8 października – Friedrich Kiel, niemiecki kompozytor i pedagog (zm. 1885)
- 11 października – Angelo Mariani, włoski dyrygent (zm. 1873)
- 16 października – Franz Doppler, austriacki flecista i kompozytor (zm. 1883)
- 20 października – Michel Carré, francuski librecista (zm. 1872)
- 24 października – Heinrich Gottwald, niemiecki kompozytor muzyki romantycznej, dyrygent (zm. 1876)
- 9 listopada – Jean-Baptiste Weckerlin, francuski kompozytor i wydawca muzyczny (zm. 1910)
- 22 grudnia – Giovanni Bottesini, włoski wirtuoz kontrabasu, kompozytor i dyrygent (zm. 1889)
- 31 grudnia – Philipp M. Schmutzer, austriacki muzyk i kompozytor (zm. 1898)

## Zmarli
- 25 stycznia – Maciej Kamieński, polski kompozytor operowy (ur. 1734)
- 23 marca – Bernhard Anselm Weber, niemiecki kompozytor i dyrygent (ur. 1764)
- 9 kwietnia – Félix Máximo López, hiszpański kompozytor i organista (ur. 1742)
- 21 kwietnia – J.B. Tresch, luksemburski kompozytor (ur. 1773)
- 15 maja – John Wall Callcott, brytyjski kompozytor i organista (ur. 1766)
- 6 sierpnia – Antonio Bartolomeo Bruni, włoski kompozytor, skrzypek i dyrygent (ur. 1757)
- 10 sierpnia – Salvatore Viganò, włoski tancerz, choreograf, pedagog baletu oraz kompozytor (ur. 1769)
- 10 listopada – Andreas Romberg, niemiecki skrzypek i kompozytor (ur. 1767)

## Muzyka poważna
- 15 stycznia – publikacja „Fantaisie with Variations on Au Clair de la lune” op.48 Muzio Clementiego w londyńskim Stationers’ Hall[1][2]
- 1 lutego – publikacja „two Capriccios for piano” op.47 Muzio Clementiego w londyńskim Stationers’ Hall[1][2]
- 16 lutego – w wiedeńskim „Wiener Zeitung” opublikowano „Piano Concerto No. 2” op.85 Johanna Nepomuka Hummla[1][2]
- 22 marca – w „Frankfurter Ristretto” opublikowano Symphonie Concertante B.112 Ignaza Pleyela[1][2]
- 31 marca – w Wiedniu firma Cappi & Diabelli wydaje Króla elfów Franza Schuberta[1][2]
- 30 kwietnia – w Wiedniu firma Cappi & Diabelli publikuje „Gretchen am Spinnrade” D.118 Franza Schuberta[1][2]
- 29 maja – w Wiedniu firma Cappi & Diabelli publikuje cztery pieśni: „Schäfers Klagelied”, „Heidenröslein” i zmienione „Meeresstille” i „Jägers Abendlied” Franza Schuberta[1][2]
- 30 czerwca – w wiedeńskim „Zeitschrift für Kunst” opublikowano „An Emma” D.113 Franza Schuberta[1][2]
- 9 lipca – w Wiedniu firma Cappi & Diabelli publikuje pięć pieśni: „Raslose Liebe”, „Nähe des Geliebten”, „Der Fischer”, „Erster Verlust” oraz „Der König in Thule” Franza Schuberta[1][2]
- 23 sierpnia – w Wiedniu firma Cappi & Diabelli publikuje trzy pieśni: „Memnon”, „Antigone und Oedip” oraz „Am Grabe Anselmos” Franza Schuberta[1][2]}
- 5 października – publikacja „dwunastu tańców na fortepian” Op.49 Muzio Clementiego w londyńskim Stationers’ Hall[1][2]
- 15 października – publikacja „trzech sonat fortepianowych” Op.50 Muzio Clementiego w londyńskim Stationers’ Hall[1][2]
- 27 listopada – w Wiedniu firma Cappi & Diabelli publikuje trzy pieśni: „Die abgeblühte Linde”, „Der Flug der Zeit” oraz „Der Tod und das Mädchen” Franza Schuberta[1][2]
- 8 grudnia – w wiedeńskim „Zeitschrift für Kunst” opublikowano „Der Blumen Schmerz” D 731 Franza Schuberta[1][2]